# Future Nostalgia
《Future Nostalgia》(퓨처 노스텔지어)는 잉글랜드의 가수 두아 리파의 두 번째 정규 음반으로, 2020년 3월 27일 발매되었다. UK 음반 차트 1위, 빌보드 200 차트 3위 음반이자, 영국 축음기 협회(BPI) 인증 플래티넘, 미국 음반 산업 협회(RIAA) 인증 플래티넘 등급 음반이다. 제63회 그래미 어워드(2021년) 올해의 앨범상 후보 음반이자 2021 브릿 어워드 올해의 영국 앨범상 수상 음반이다.

## 수록곡
| #            | 제목                    | 재생 시간 |
| ------------ | ----------------------- | --------- |
| 1.           | 〈"Future Nostalgia"〉  | 3:04      |
| 2.           | 〈"Don't Start Now"〉   | 3:03      |
| 3.           | 〈"Cool"〉              | 3:29      |
| 4.           | 〈"Physical"〉          | 3:13      |
| 5.           | 〈"Levitating"〉        | 3:23      |
| 6.           | 〈"Pretty Please"〉     | 3:14      |
| 7.           | 〈"Hallucinate"〉       | 3:28      |
| 8.           | 〈"Love Again"〉        | 4:18      |
| 9.           | 〈"Break My Heart"〉    | 3:41      |
| 10.          | 〈"Good in Bed"〉       | 3:28      |
| 11.          | 〈"Boys Will Be Boys"〉 | 2:46      |
| 총 재생 시간 | 총 재생 시간            | 37:17     |